# Glencoe (Novo Brunswick)
Glencoe é uma área não-incorporada localizada no Condado de Restigouche, na província canadense de New Brunswick.